# یوون دویس
یوون دویس (به فرانسوی: Yvon Douis) بازیکن فوتبال و مهاجم اهل فرانسه است که از سال ۱۹۵۷ تا ۱۹۶۵ میلادی عضو تیم ملی فوتبال فرانسه بوده‌است. وی در ۲۰ بازی ملی حضور داشته‌است و در بازی‌های ملی‌اش ۴ گل به ثمر رساند.